# Willie Callaghan
Willie Callaghan (Dunfermline, Escocia; 23 de marzo de 1967-abril de 2023) fue un futbolista escocés que jugó en la posición de delantero.

## Carrera

### Club
| Periodo   | Club                      |
| --------- | ------------------------- |
| 1984-1985 | Dunfermline Athletic FC   |
| 1985-1987 | Halbeath FC               |
| 1987-1990 | Dunfermline Athletic FC   |
| 1989      | → Walsall FC (cedido)     |
| 1989      | → Cowdenbeath FC (cedido) |
| 1989-1990 | → Clyde FC (cedido)       |
| 1990      | → Cowdenbeath FC (cedido) |
| 1990–1991 | Kelty Hearts FC           |
| 1991      | Albion Rovers FC          |
| 1991–1992 | Inverness Thistle FC      |
| 1992–1993 | Montrose FC               |
| 1993–1995 | Cowdenbeath FC            |
| 1995      | Meadowbank Thistle FC     |
| 1995–1998 | Livingston FC             |
| 1999–2000 | Partick Thistle FC        |
| 2000-2001 | Glenafton Athletic FC     |

## Vida personal
Su padre Willie también fue futbolista, y jugó para el Dunfermline Athletic FC y la selección nacional entre los años 1960 y años 1970; y su tío Tommy Callaghan jugó para el Dunfermline Athletic FC y con el Celtic FC.

## Logros

### Club
- Scottish League Two (1): 1995-96

### Individual
- Miembro del Salón de la Fama del Cowdenbeath FC.